# Пљуса
Пљуса (рус. Плюсса) река је на северозападу европског дела Руске Федерације. Протиче преко северних делова Псковске и југозападних делова Лењинградске области. Десна је притока реке Нарве (уједно и њена највећа притока) и део басена Финског залива Балтичког мора.
Река Пљуса свој ток започиње као отока Запљуског језера, недалеко од варошице Запљусје, на крајњем северу Псковске области. У горњем делу тока углавном тече у смеру запада, а потом код села Добручи нагло скреће ка северу. Улива се у вештачко Нарвско језеро северно од града Сланци. Пре преграђивања корита Нарве и стварања језера 1956. године директно се уливала у реку Нарву.
Укупна дужина водотока је 281 километар, површина сливног подручја је око 6.550 km², док је просечан проток узводно од ушћа око 50 m³/s. Њено корито одликује се учесталим меандрирањем, дно је прекривено слојевима песка, док су обале дуж горњег и средњег дела тока нешто више и сувље, односно непосредно уз ушће доста ниске и замочварене.
Најважније притоке су Љута (96 km), Куреја (80 km) и Јања (57 km). Протиче кроз неколико језера, а највећа међу њима су Црно (8,75 km²), Шчирско (8,2 km²), Песно (4,85 km²), Завердужје (2,8 km²), Запљуско (2,55 km²) и Дуго (1,67 km²).
Најважнија насеља која леже на њеним обалама су град Сланци, варошица Пљуса и села Гостици, Бољшије Поља, Черњово, Љади, Ореховно, Игомељ, Лишници, Кошелевици, Тушитово, Куреја и Погорелово.